# Soft & Micro
Soft & Micro était un titre de presse mensuelle informatique francophone, publié par Excelsior Informatique (Excelsior Publications). Il était spécialisé ordinateurs compatible PC.

Le titre a été créé en 1984 et a pour slogan : « Le premier magazine des applications et du logiciel », qui se transformera par la suite en : « Le magazine-outil ». Sa parution s'achève en juillet-août 1994 avec le numéro 109. Les abonnés voient alors leur abonnement prolongé vers SVM.
Ce magazine proposait le "Service Lecteurs" qui permettait aux lecteurs d'en savoir plus gratuitement sur les publicités et articles publiés.
Il disposait également d'un service Minitel, le 3615 SEM.